# Edgar Andrade
Edgar Bismarck Andrade Rentería, noto solo come Edgar Andrade (Veracruz, 2 marzo 1988), è un ex calciatore messicano, di ruolo centrocampista.

## Carriera

### Club
Ha fatto il suo debutto con il Cruz Azul il 28 gennaio 2006 in una partita contro l'Atlas che ha portato in pareggio.
Ha poi subito un infortunio nel tentativo di recuperare una palla per la sua squadra. Il piede ha subito una rotazione di novanta gradi ed è rimasto in quella posizione. L'intervento del medico è riuscito a riposizionarlo subito dopo. Dopo molti mesi di recupero, è tornato in campo nel 2007.

### Nazionale
Ha fatto parte della nazionale Under-17 messicana che ha vinto il campionato mondiale di calcio Under-17 2005 insieme a Giovanni dos Santos e Carlos Vela.

## Palmarès

### Nazionale
- Campionato mondiale Under-17: 1

2005